# 北达科他州
北达科他州（英語：State of North Dakota），簡稱北達州，是美國中西部的一州。它是大草原裡最北的一州，包含達科他地區的北半部。19世紀時，北達科塔被認為是美國舊西部的一部份。北達科他在成州之前是達科他領地的一部份，以美國原住民的拉科塔族而名；北達科他在1889年加入聯邦，是美國的第39/40州。
密蘇里河流經北達科他的西部，在蓋瑞森水壩（Garrison Dam）後形成薩卡加維亞湖。北達科他西半部是多山丘的，富有礦產如褐煤和原油。紅河在東部形成紅河谷，谷裡包括許多富饒的農地。農業長久以來對北達科他的文化造成很大影響，也是重要經濟來源。
州府位於俾斯麥；州裡最大的城市則是法戈。大型公立大學位於大福克斯與法戈。美國空軍在邁諾特和大福克斯建有基地。

## 地理
北達科他州位於美國中西部及美國大平原地區。該州與明尼蘇達州隔北紅河（Red River）相望，南邊大致以北緯45度線鄰接南達科他州，西邊大致以西經49度線相鄰蒙大拿州，其北部大致以北緯49度線與加拿大之馬尼托巴省和薩斯喀徹溫省接壤。北達科他州位於北美大陸的中央，以面積計，是美國的第十九大州。
州的西部是大平原，土地較貧瘠，有著名的景觀Badlands，同時擁有許多原油和礦產。中部有較多山丘、湖泊和濕地。東部則是肥沃的紅河谷，地勢平坦，北紅河向北流向加拿大馬尼托巴省的溫尼伯湖。

## 歷史
美國原住民生活在現在的北達科他比歐洲移民早幾千年，他們的部落包括曼丹人（Mandan），達科他人和Yanktonai。
美國總統本傑明·哈里森於1889年11月2日簽署了正式接納北達科他州和南達科他州為聯盟，由於南北兩州沒有明確記錄加入順序，北達科他州因字母順序列為美國第39州。
在20世紀70年代末和80年代初期，北達科他州西部的石油勘探出現了熱潮，因為石油價格上漲使得發展獲利。
達科他名稱源自苏族的語言，意思是「朋友」。

## 經濟

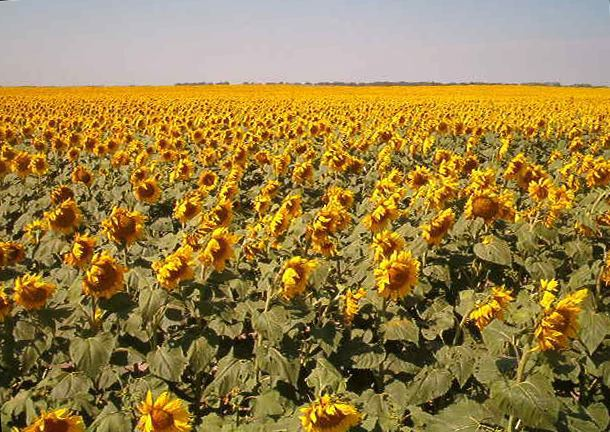
北达科他州特里尔县的向日葵

農業是北達科他州的最大產業，此外還有煉油、食品加工及技術工業也是主要產業。該州於2013年的本地生產總值是368億美元，其增長率達8.3%，是美國增長最快速的州份；人均本地生產總值有50,899美元，在全美國排行第16。
雖然只有10%人口從事農業生產，但農業仍是該州的主要產業。北達科他州是美國一個重要的糧食生產基地，也是全美第一的太陽花種籽，小麥和火雞生產地。北達科他州擁有豐富的能源。近年，在北達科他州的西部被發現有未被開採的石油資源，而且，該州位於廣闊的北美大平原上，長時間大風，擁有非常優厚的風力發電條件。

## 交通
94號州際公路和29號州際公路分別行經此州。94號州際公路是來住東至西，由蒙大拿州經過州府俾斯麥和最大城市法戈，之後進入明尼蘇達州，通住明尼阿波利斯和聖保羅，而29號州際公路則是來住南北，向北一直到達加拿大邊境，通住溫尼伯，住南就前住南達科他州。
北達科他州擁有四個主要機場。該州亦有鐵路行經，是貨物來住東西岸的主要通道。

## 重要城市
- 俾斯麥，州首府
- 法戈，北达科他州立大学所在地
- 大福克斯，北达科他大学所在地
- 邁諾特

### 都会区
| 排名 | 都会区名稱              | 人口    |
| ---- | ----------------------- | ------- |
| 1    | 法戈 MSA (州内部分)     | 181,516 |
| 2    | 俾斯麦 MSA              | 132,678 |
| 3    | 大福克斯 MSA (州内部分) | 70,770  |
| 4    | 迈诺特 μSA              | 75,934  |
| 5    | 威廉斯 μSA              | 35,350  |
| 6    | 迪金森 μSA              | 30,997  |
| 7    | 瓦佩顿 μSA (州内部分)   | 16,239  |
| 8    | 詹姆斯敦 μSA            | 20,917  |

### 镇区
北达科他州的“镇区”（英語：township）是“行政镇区”（英語：civil township）归类为“小行政单位”（英語：minor civil division）。北达科他州的大部分地方都是“镇区”的一部分除了非镇区自治体。“镇区”和“自治体”（英語：municipality）是一致没有重叠。

## 人口
2003年人口普查，北達科他州有633,837人；是全美其中一個人口分佈最稀少的州。北達科他州的少數族裔（不包括印第安人）的比例是遠少於其他州份。北達科他州的人口在1930年代急速增長至現有水準。此後，該州的人口增長一直緩慢。自1990年代起，州的人口有減少的趨勢，相信原因是州內缺少高技術勞工的就業機會。
目前北達科他州的種族比例可分為：
- 91.7%是白人
- 0.6%非裔美國人
- 1.2%是拉美裔人
- 0.6%是亞裔美國人
- 4.9%是印地安原住民
- 1.2%混合的種族

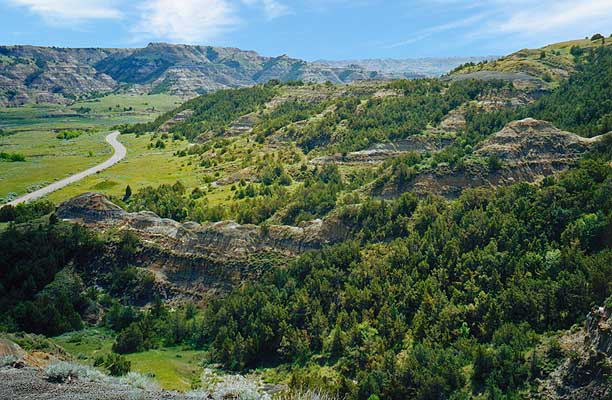
西奥多·羅斯福國家公園

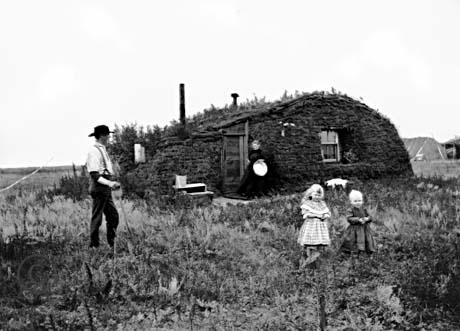
1898年的早期屯墾區

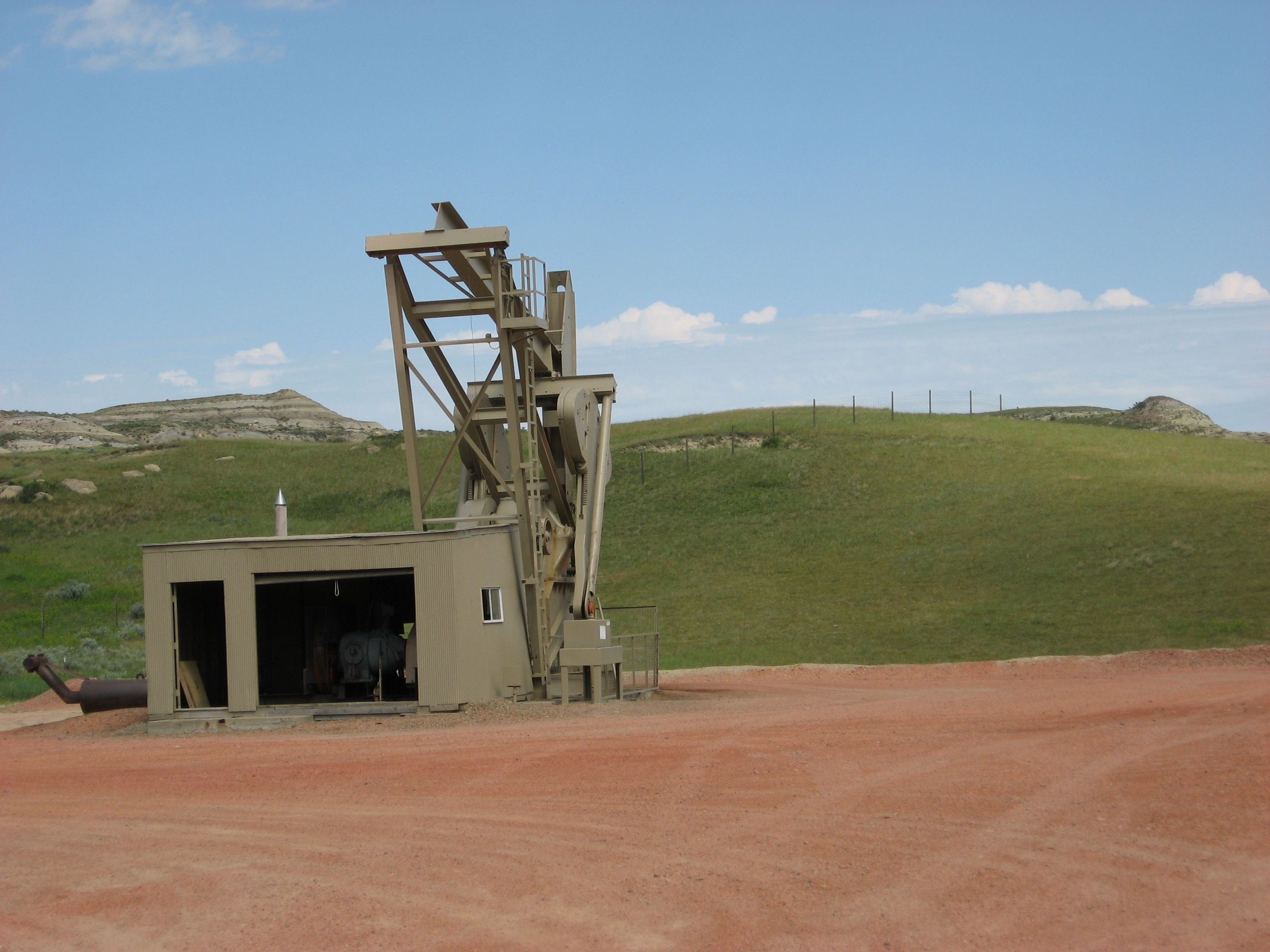
油田區

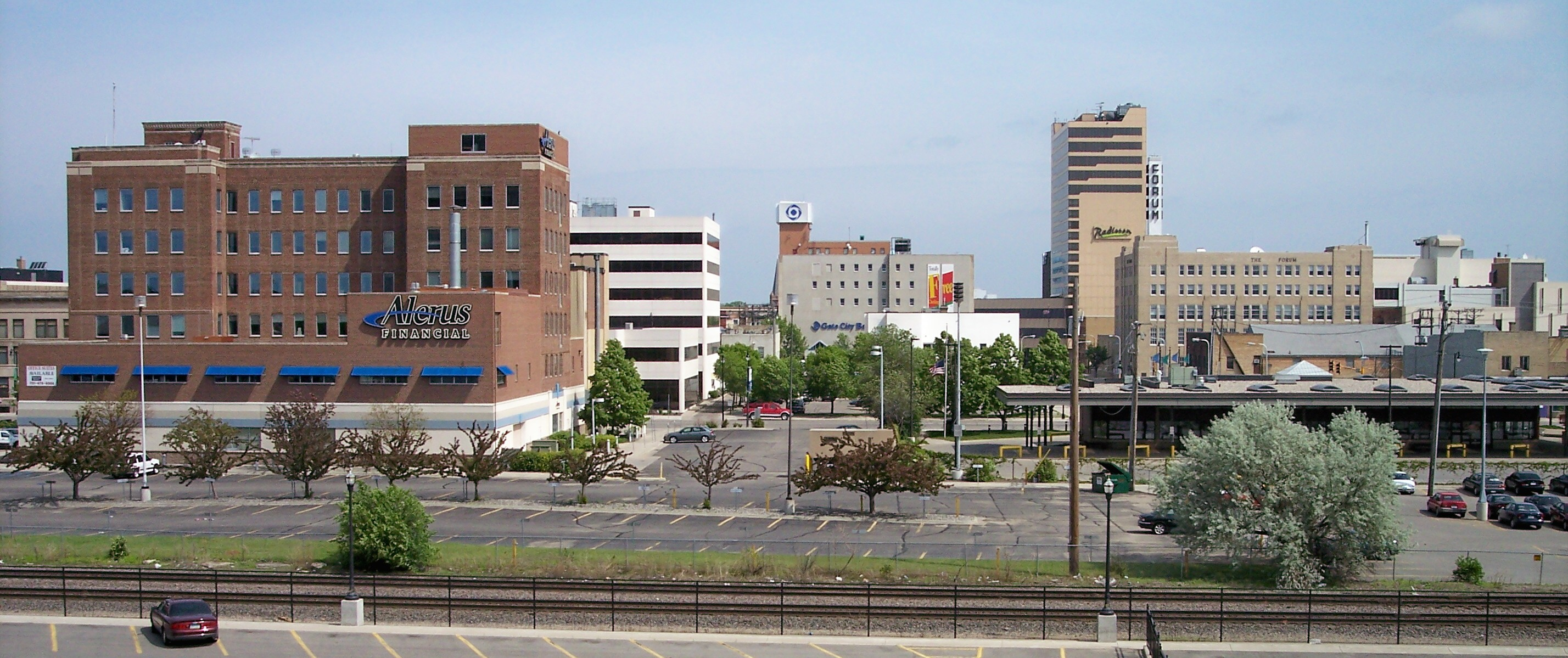
法戈

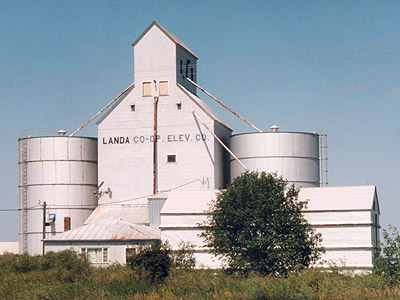
蘭達農業城

北達科他州的前五大居民祖先為：德國人（43.9%）、挪威人（30.1%）、愛爾蘭人（7.7%）、印地安原住民人（5%）、瑞典人（5%）。
該州有6.1%的人口在5歲以下，25%的人口在18歲以下，以及14.7%的人口在65歲以上。女性約占全人口比例50.1%。
美国2012年人口估算显示，该州人口达到69.96万。

### 宗教
宗教上，北達科他州居民的信仰比例如下。
- 64%新教徒
- 30%羅馬天主教徒
- 1%其他基督教徒
- 0%其他宗教教徒
- 2%無信仰

在北達科他州的新教徒中，前三大派別為：路德會Lutheran：37%、浸禮會Baptist：4%、衛理公會Methodist：4%

## 教育

### 學院和大學
詳見北達科他州學院和大學列表

## 重要体育团体

### 冰球
- NCAA
  - University of North Dakota（Fighting Sioux）

### 美式足球
- NCAA
  - University of North Dakota

North Dakota State University NCAA FCS National Champion 2011-2012 2012-2013

## 名人
- 帕特里克·海格第（1914－1980）：工程師，德州儀器的創辦人之一
- 碧翠絲·邁迪申 （Beatrice Medicine，1923年8月1日- 2005年12月19日））：是一位學者、人類學家和教育家以其在原住民語言、文化和歷史領域的工作而聞名。
- 沃伦·克里斯托弗（1925－2011）：在比尔·克林顿任內的国务卿之一
- 莱丝莉·比伯（Leslie Bibb，1974－）：演員，曾在《Iron Man》擔任配角

## 其他资讯

### 重要高速公路
- 29號州際公路I-29
- 94號州際公路I-94

## 外部連結
- 北达科他州官方網站（页面存档备份，存于）
- 北达科他州旅遊網站（页面存档备份，存于）
- 美國地質調查局關於北达科他州的各項地理及科學資源（页面存档备份，存于）